# Веспазиану-Корреа
Веспазиану-Корреа (порт. Vespasiano Corrêa) — муниципалитет в Бразилии, входит в штат Риу-Гранди-ду-Сул. Составная часть мезорегиона Восточно-центральная часть штата Риу-Гранди-ду-Сул. Входит в экономико-статистический микрорегион Лажеаду-Эстрела. Население составляет 2167 человек на 2006 год. Занимает площадь 113,887 км². Плотность населения — 19,0 чел./км².

## История
Город основан 28 декабря 1995 года.

## Статистика
- Валовой внутренний продукт на 2003 составляет 31 553 161,00 реалов (данные: Бразильский институт географии и статистики).
- Валовой внутренний продукт на душу населения на 2003 составляет 14 434,20 реалов (данные: Бразильский институт географии и статистики).
- Индекс развития человеческого потенциала на 2000 составляет 0,807 (данные: Программа развития ООН).

## География
Климат местности: субтропический.